# 양양 오색리 오색약수
양양 오색리 오색약수(襄陽 오색리 오색약수)는 대한민국 강원특별자치도 양양군 서면에 있는 지질지형이다. 2011년 1월 13일 대한민국의 천연기념물 제529호로 지정되었다.

## 개요
토양에 흡수된 물이 나트륨과 철분을 용해한 후 기반암 절리를 통해 솟아나고 있으며, 약수가 대개 암설층에서 솟는데 반해 기반암에서 솟아나는 희소성이 있다.
나트륨 함량이 높아 특이한 맛과 색을 지니며, 1500년경 오색석사 사찰의 스님이 발견한 이후 오랫동안 사랑받아온 문화적인 가치가 있다.
수소이온 농도가 6.6pH로 상당히 센 알카리성이며 칼슘, 마그네슘, 철, 나트륨이 골로루 포함되어 위장병이나 신경쇠약, 피부병, 신경통 같은 데에 좋다고 한다. 약수에 가재나 지렁이를 넣으면 얼마 안되어 죽을 정도로 살충력이 뛰어난 것으로 알려져 있으며 이 약수로 밥을 지으면 푸르스름한 빛깔이 돈다
약수터는 총 두 개가 있는데 제1약수터는 약수교 인근에, 제2약수터는 그로부터 주전골 방향으로 약 1km 떨어진 곳에 위치해 있었다. 제2약수터는 2013년 수해로 토사에 묻혀버리고 제1약수터만 남아 있었다. 하지만 제1약수터도 2020년 5월 들어서 용출량이 줄어들고, 6월 20일부터 완전히 말라버린 뒤 소생하지 않게 되자, 지역주민들과 양양군이 제2약수터의 분출지점을 다시 발굴해 복원을 진행하고 있다.

## 약수 성분
- 규산 68.8ppm
- 염소 17.9ppm
- 망가니즈 0.2ppm
- 철 7.8ppm
- 마그네슘 3.3ppm
- 불소 1.3ppm
- 나트륨 1940ppm
- 칼륨 170ppm
- 칼슘 18.5ppm
- 수소 8.3ppm

## 관광
오색 약수는 누구든 퍼갈 수 있으므로 관광적 가치도 가지고 있다.

## 같이 보기
- 설악산
- 오색온천
- 한국의 약수 목록

## 참고 자료
- 양양 오색리 오색약수 - 국가유산청 국가유산포털